# Laura Esquivel
Laura Esquivel (Mexico City, 30. rujna 1950.) je meksička književnica.
Njeno najpoznatije djelo je roman Kao voda za čokoladu, objavljen 1989. godine, najuspješnije djelo hispanske književnosti devedesetih, a u kome je primijenila stil magičnog realizma, istovremeno kombinirajući žanr proze, fantastike i kulinarstva. Roman je tri godine bio na vrhu najprodavanijih knjiga u Meksiku, te je preveden na brojne jezike uključujući i hrvatski. Po tom eje romanu, snimljen istoimeni film, koji je postao najkomercijalniji film na španjolskom svih vremena. Režiju je potpisao ugledni meksički filmaš Alfonso Aarau, za koga je Esquivel neko vrijeme bila udana. 
Pobijedila je na lokalnim izborima u svom distriktu u Mexico Cityju 2009. godine.